# Pałac Sanguszków w Zasławiu
Pałac Sanguszków w Zasławiu – wybudowany w 1466 r. przez Jerzego Ostrogskiego, który do miejsca przyjął nazwisko Zasławski.

## Historia
W 1676 r. po śmierci Aleksandra Zasławskiego, ostatniego z rodu, warownia znalazła się w posiadaniu najbliższej rodziny Lubomirskich, a od 1703 r. rodziny Sanguszków. Na przestrzeni wieków zamek był dość często przebudowywany, przez co zatracił pierwotne elementy. Jak piszą w podaniach nie był tak piękny i wspaniały, rozległy, raczej ponury, majestatyczny i trochę ciężki.

## Położenie, architektura
Zamek zbudowany nad brzegiem, był z dwóch stron oblany wodami rzeki Horyń, z drugich dwóch stron otaczały go fosy i mury, pod koniec XIX w. znacznie obniżone. Od strony rzeki, jeszcze w XIX w., pozostały stare strzelnice, część murowanego wału i obszerne lochy. Wjazd do zamku prowadził przez długą, krytą, murowaną bramę ze zwodzonym mostem. Dobrze zachowana brama stanowiła najpiękniejszą część całej budowli.

## Pałac

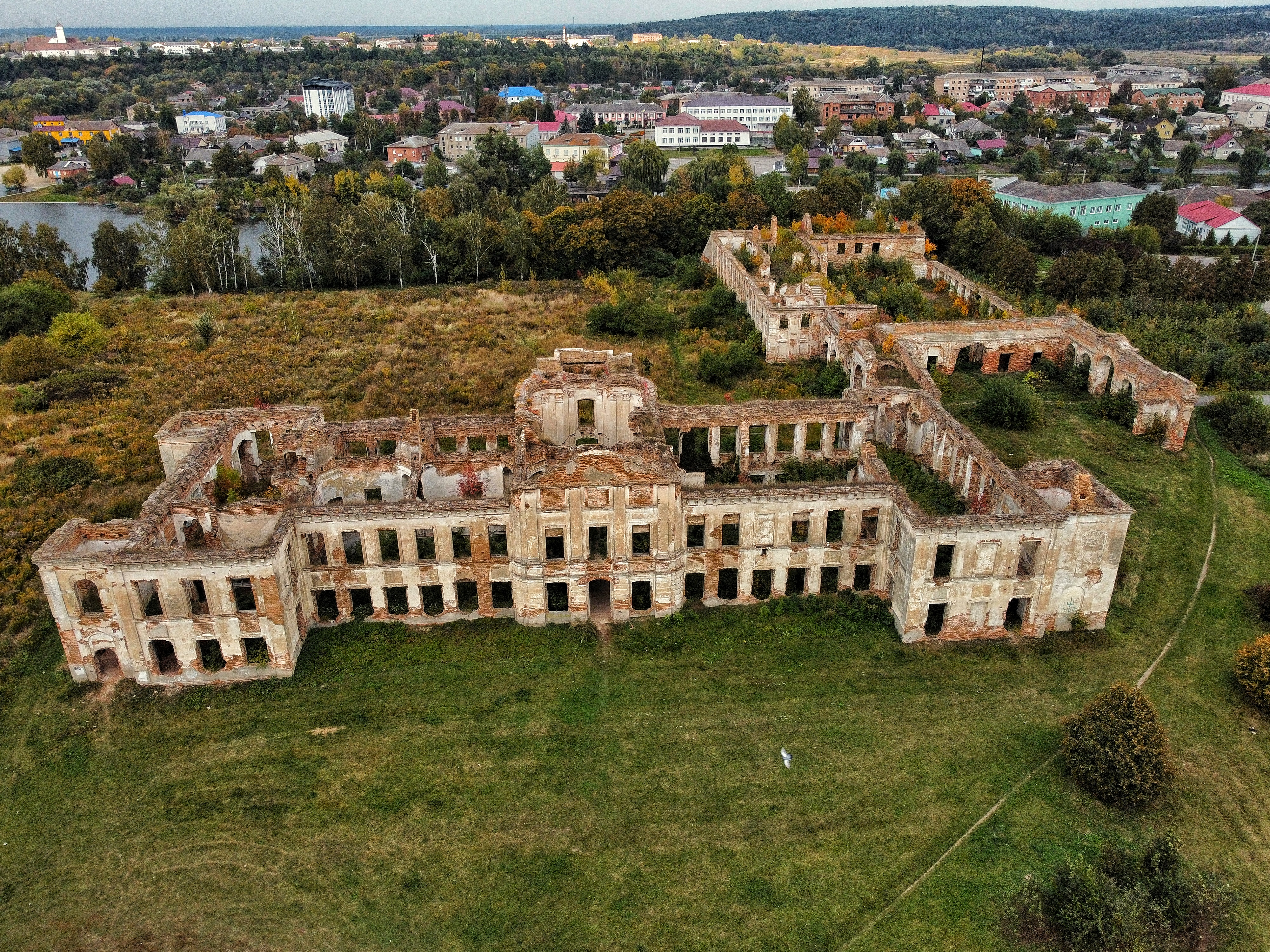
Ruiny pałacu

Budowla finalnie otrzymała kształt dwupiętrowego pałacu na planie prostokąta, przebudowanego w stylu barokowym. Wjazd do obiektu, zaprojektowanego przez Pawła Antoniego Fontanę, wiódł przez murowany most, wybudowany w XVIII w. Pałac, wewnątrz starannie utrzymany, posiadał mnóstwo ciekawych zabytków. Kilka ścian przyozdobionych było portretami rodzinnymi. Znajdowała się w nim znaczna liczba obrazów szkoły flamandzkiej, bogata kolekcja starych sztychów, artystów polskich i angielskich oraz mnóstwo chińskiej porcelany. Pałac posiadał cenne i bogate archiwum ks. Sanguszków. Zbiory i kolekcja przeniesiono do zamku w Sławucie. Niezamieszkany w drugiej połowie XIX w. pałac w 1870 r. sprzedał rządowi Rosji książę Roman Sanguszko. W pałacu powstały koszary wojsk carskich. Król Polski Stanisław August Poniatowski dwa razy gościł w pałacu: w 1781 r. wracając z Kamieńca Podolskiego i 1787 r. w podróży do Kaniowa. Do czasów współczesnych zachowała się ruina pałacu.